# Pan mot Sparta
Pan mot Sparta är en novellsamling av Eyvind Johnson utgiven 1946. Den innehåller fem noveller som utspelar sig under antiken. Boken är illustrerad av Palle Nielsen.

## Källa
Pan mot Sparta, Libris